# Puerto de Béjar
Puerto de Béjar – gmina w Hiszpanii, w prowincji Salamanka, w Kastylii i León, o powierzchni 10,39 km². W 2011 roku gmina liczyła 396 mieszkańców.